# 全裂乌头
全裂乌头（学名：Aconitum pseudodivaricatum）为毛茛科乌头属下的一个种。

## 扩展阅读
維基物種上的相關：全裂乌头